# 阪神高速12号守口線

阪神地域におけるルート図。赤線が阪神高速。

阪神高速12号守口線（はんしんこうそく12ごうもりぐちせん、Route 12 Moriguchi Line）は、大阪府の、大阪市北区の天神橋JCTから守口市の守口JCTへ接続し、国道1号（寝屋川バイパス）へ至る、阪神高速道路の路線である。

## 概要
阪神高速1号環状線から伸びる放射路線の一つで、国道1号寝屋川バイパスや近畿自動車道を介して第二京阪道路と接続することで大阪市内と京都方面とを結ぶ役割を果たす。法令上の路線名は大阪府道 高速大阪守口線（森小路線を除く、後述）。

### 森小路線
本線より分岐して森小路出入口に至るまでの区間は、利用者向けの案内や標識では守口線の単なるロングランプとして扱われているが、法令上は大阪市道 高速道路森小路線という守口線とは別の路線である。以前は法令上の路線区分と同様に「大阪守口線」と「森小路線」とが利用者向けの地図等でも区別されていたが、1989年に路線番号が導入されて以降は2つを合わせて12号守口線と呼称するようになっている。
森小路出入口は将来の延伸を考慮した構造となっている。この構造の動機となった延伸構想に関する公式な発表は無いが、少なくとも森小路線建設中の1967年の時点では、阪神高速道路公団は森小路付近を南北方向に通過する大阪5号線という路線の都市計画決定を要望していた。この路線は翌年の都市計画決定には至らなかったが、森小路線供用直後の時点でも将来構想において維持されていた。しかし、1970年1月に有識者委員会によって、既存路線とは接続しない新しい高速道路網構想が作成された（詳細は阪神高速道路第二環状線を参照）ため、森小路線の延伸の可能性は供用後2年足らずで消滅することとなった。後にこの構造を流用して森小路ミニパーキングエリアが設置された。
2006年頃、淀川左岸線延伸部（2号淀川左岸線豊崎出入口 - 門真ジャンクション）のルート選定において守口線・森小路線を活用するルートが提案されたことで、再び森小路線が延伸される可能性が生まれたが、高架橋の新規建設には多くの用地が必要であり景観的にも好ましくないことや、守口線の容量を圧迫する可能性がある等のデメリットが指摘され、最終的に守口線・森小路線活用案は採用はされなかった。

## 出入口など
- 全線大阪府内に所在。

### 本線
| 出入口 番号 | 施設名       | 接続路線名                               | 起点 から (km) | 備考                                       | 所在地 | 所在地 |
| ----------- | ------------ | ---------------------------------------- | -------------- | ------------------------------------------ | ------ | ------ |
| -           | 天神橋JCT    | 1号環状線                                | 0.0            |                                            | 大阪市 | 北区   |
| 12-01       | 南森町出入口 | 国道1号（曽根崎通）                      | 0.6            | 環状線方面への入口 守口方面からの出口      | 大阪市 | 北区   |
| 12-02       | 扇町出入口   | 扇町通                                   | 1.0            | 環状線方面からの出口 守口方面への入口      | 大阪市 | 北区   |
| 12-03       | 長柄出入口   | 天満橋筋                                 | 1.6            | 大阪市内方面出入口                         | 大阪市 | 北区   |
| 12-05       | 都島入口     | 赤川天王寺線                             | 4.1            | 大阪市内方面への入口                       | 大阪市 | 都島区 |
| 12-06       | 城北出口     | 城北筋                                   | 4.7            | 大阪市内方面からの出口                     | 大阪市 | 旭区   |
| -           | 城北JCT      | 森小路ミニPA・森小路出入口方面           | 5.1            | 大阪市街～森小路ミニPA・出入口方面への分岐 | 大阪市 | 旭区   |
| -           | 守口TB       | -                                        | 10.2           | 大阪市内方面                               | 守口市 | 守口市 |
| 12-08       | 守口出入口   | 大阪府道155号北大日竜田線                | 10.2           | 大阪市内方面出入口                         | 守口市 | 守口市 |
| 12-09       | 守口JCT      | E26 近畿自動車道                         | 10.6           |                                            | 守口市 | 守口市 |
| 12-10       | 守口出入口   | 国道1号（寝屋川バイパス） 京都・枚方方面 | 10.8           |                                            | 守口市 | 守口市 |

### 森小路線
- 全線大阪市内に所在。

| 出入口 番号 | 施設名                    | 接続路線名       | 起点 から (km) | 備考 | 所在地 |
| ----------- | ------------------------- | ---------------- | -------------- | ---- | ------ |
| -           | 城北JCT                   | 本線大阪市街方面 | 5.1            |      | 旭区   |
| 12-07       | 森小路ミニPA 森小路出入口 | 国道163号        | 6.4            |      | 城東区 |

## 歴史

### 開通まで
阪神高速道路公団が設立される数年前、1960年に阪神地区高速道路協議会によって作成された『阪神地区高速道路網計画』において、既に大阪茨木線として、京都・名古屋方面へ伸びる予定の名神高速道路と大阪都心部とを連絡する役割を担う路線が構想されていた。そのルートは、大阪環状線と呼ばれる路線の北東端から淀川沿いに北上し、堺布施豊中線（現中央環状線）と並行して淀川を渡り、新幹線貨物駅（現大阪貨物ターミナル駅）付近を通って名神茨木インターチェンジへ至るというものだった。同協議会による1961年7月31日の修正案『阪神高速道路網計画案』や、1962年7月頃に阪神高速道路公団が発表した事業計画では、同等の路線が守口線と呼ばれている。
幾度の検討ののち、阪神高速道路の最初の路線網の一つとして、1962年9月に現在の天神橋ジャンクションから森小路出入口に至る区間が大阪市道 高速道路3号線（略称「大阪3号線」）という路線名で都市計画決定され、また将来的な計画に大阪3号線の途中で分岐して守口・茨木へ至る路線と大阪3号線の終点から南に至る路線が盛り込まれた。大阪3号線は1968年上半期供用を目指して、1965年度より本格的な用地買収に着手した。用地取得に伴う費用と一般市民への負荷を最小限にとどめるためにほぼ全線が河川・運河上（天満堀川、大川右岸、城北川）に建設されることとなったが、道路幅よりも川幅が狭い区間や扇町付近の90度カーブ地点など民有地取得が必要な箇所も存在した。
1966年になり、阪神高速は1970年春開催予定の大阪万博へ向けて新規路線を追加で建設することを決定した。その中には大阪3号線から中宮町付近で分岐して淀川左岸の用水路（江野川）を通って守口市で当時計画中の寝屋川バイパスや中央環状線と連絡する路線も含まれており、人口の増加しつつある枚方・寝屋川方面と大阪市を結ぶとともに、万博会場への経路としての役割を担うものとされた。同年9月に、既存路線から分岐して守口に至る区間が大阪市道 高速道路3号分岐線という路線名で都市計画決定された。なお、後に路線体系が変更され、北浜 - 城北 - 守口間が大阪府道 高速大阪守口線に、城北 - 森小路間が大阪市道 高速道路森小路線に改称された。

### 開通後
大阪3号線として着工された北浜 - 城北 - 森小路間は、計画通り1968年に供用された。ただし、都市計画街路長柄堺線（天満橋筋）と同時施工となった長柄出入口のみ1年遅れての供用となった。
一方、城北 - 守口間は大阪万博開催までに供用することを目指していたが、沿線には大阪工業大学など教育施設が多く、公害（特に騒音）を懸念した学校関係者や地元住民らによる建設反対運動があったために着工が遅れた。公害対策として高架下水路の埋め立てによる緑道化、学校の屋上より高い位置への高架橋の建設（最も高い大阪工業大学付近では地上22メートル）、初の採用となった落下物対策を兼ねた高さ1メートル（高欄と合わせて2メートル）のプラスチック板による遮音壁の設置など様々な対策を講じ、供用は万博終了から1年以上後の1971年10月となった。また、供用後も引き続き沿道に緩衝帯を設ける工事が行われた。
1989年、関西国際空港の開業に向けて、外国人にも識別しやすいように阪神高速道路の全ての路線に路線番号が導入され、それまで大阪守口線および森小路線と呼ばれていた路線が12号守口線と案内されることとなった。なお、道路交通センサスでは路線番号として大阪守口線に2、森小路線に3が割り当てられている。
かつて、守口線から環状線へ向かう交通を分散させるために、長柄出入口付近に新しく上り方向の出口（仮称「天満出口」）を設置する構想があった。天満出口は森小路ミニPAと同じ1990年度に事業化されたもののその後進展はなく、設置構想は消滅したようである。

### 年表
- 1962年（昭和37年）
  - 9月18日 : 大阪市道高速道路3号線（以下大阪3号線） 北区樋之上町・中之島1丁目 - 旭区古市大通3丁目（6.45km）都市計画決定。出入口は、北区東堀川町（堀川出入口、上り線のみのハーフ）、北区東扇町（扇町出入口、下り線のみのハーフ）、北区天満橋筋（天満出入口、起点方向のみのハーフ）、都島区大東町（赤川出入口、起点方向のみのハーフ）、旭区大宮町（大宮町出口、下り線起点方向のみのクオーター）、旭区古市大通（森小路出入口、路線終点）の6か所に設置される計画。[11][31]
  - 10月8日 : 最初の基本計画の指示。[32][33]
- 1963年（昭和38年）11月19日 : 大阪3号線の測量を開始。[34]
- 1964年（昭和39年）8月5日 : 大阪3号線の用地調査を開始。[34]
- 1965年（昭和40年）11月25日 : 大阪3号線の建設に着手。[35]
- 1966年（昭和41年）
  - 3月31日 : 大阪3号線の都市計画変更。扇町出口の位置を北区野崎町に変更[注釈 3]。[19]
  - 9月3日
    - 大阪3号線の都市計画変更。区間を北区樋之上町・中之島1丁目 - 旭区新森小路南1丁目（6.48km）に変更、扇町出口の位置を北区西寺町に変更、赤川入口の位置を旭区高倉町に変更、赤川出口と大宮町出口を統合して位置を旭区生江町に変更、森小路入口の位置を城東区古市北通に変更[注釈 4]。[19]
    - 大阪府道高速道路3号分岐線（以下大阪3号分岐線） 旭区中宮町3丁目 - 旭区橋寺町（3.38km）＋守口市新橋寺町 - 守口市大字大庭七番（1.94km）都市計画決定。出入口は、守口市大字大庭七番（守口出入口、路線終点）の1か所に設置される計画。[19]
- 1967年（昭和42年）
  - 3月30日 : 大阪3号線の都市計画変更。距離を6.40kmに変更、森小路入口の位置を変更。[19]
  - 4月15日 : 第2回改定基本計画の指示。大阪3号線の北区中之島 - 旭区中宮町間と大阪3号分岐線を統合し、大阪府道高速大阪守口線（以下大阪守口線）に改称[注釈 5]。[18][36]
  - 5月25日 : 大阪守口線の建設に着手。[37]
- 1968年（昭和43年）
  - 4月1日 : 第4回改定基本計画の指示。大阪3号線を大阪市道高速道路森小路線（以下森小路線）に改称。[38]
  - 5月1日 : 大阪守口線 北浜（現天神橋ジャンクション） - 城北間、および森小路線 城北 - 森小路出入口間が開通。[39][40]
- 1969年（昭和44年）
  - 1月31日 : 大阪守口線の都市計画変更。守口市内の区間を新橋寺町 - 大日町4丁目（2.26km）に変更、守口出口の位置を守口市大庭町2丁目に変更、守口入口の位置を守口市淀江町に変更。終点を寝屋川バイパスと直結させ、守口出入口（起点方向のみのハーフ）を路線途中に設ける形とした。[41]
  - 8月6日 : 長柄出入口が供用開始。[42]
  - 12月27日 : 第5回改定基本計画の指示。大阪守口線終点部の計画変更を反映。[43]
- 1971年（昭和46年）10月4日 : 大阪守口線 城北 - 守口出入口間開通により全線開通。[44][45]
- 1975年（昭和50年）9月30日 : 凍結感知器を設置。[46]
- 1972年（昭和57年）5月27日 : 床版亀裂事故が発生。4日前の5月23日にも大阪堺線で同様の事故が起きていたため、全路線全区間で緊急点検を行うこととなった。[47]
- 1976年（昭和51年）
  - 4月6日 : 騒音・振動対策として早朝・深夜の交通規制を実施。[48]
  - 8月14日 - 8月17日 : 大規模補修工事のため上り線の全区間で通行止め。[49]
- 1984年（昭和59年）
  - 10月28日 - 11月2日 : 大規模補修工事のため下り線の全区間で通行止め。[50]
  - 11月3日 - 11月8日 : 大規模補修工事のため上り線の全区間で通行止め。[50]
- 1988年（昭和63年）8月4日 : 天満出口の新規設置計画を発表。[28][51]
- 1989年（平成元年）
  - 2月13日 : 路線番号が導入され、12号守口線となる。[26][52]
  - 11月27日 : ミニウェイが上り線森小路入口付近において初めて運用される。[53][54]
- 1991年（平成3年）
  - 6月30日 : 森小路ミニパーキングエリアが供用開始。[55]
  - 10月27日 - 11月4日 : 大規模補修工事のため上下線の全区間で通行止め。[56]
- 1995年（平成7年）
  - 1月17日 : 兵庫県南部地震（阪神・淡路大震災）による損傷および緊急補修工事により全線通行止め。[57]
  - 1月27日 : 上り線の南森町 - 天神橋JCT間を除く区間と下り線全区間（森小路線含む）の通行止めを解除。[57]
  - 2月19日 : 上り線南森町 - 天神橋JCT間の通行止め解除により全線復旧。[57]
- 2000年（平成12年）1月19日 - 1月27日 : 大規模補修工事のため上下線の全区間で通行止め。[58]
- 2002年（平成14年）11月23日 : 守口線の遮音壁設置工事の競争入札において阪神高速道路公団OBが社長を務める建設会社が落札者となるよう、いわゆる談合があったとして公団京都建設部の部長や同社社長など関係者数名が逮捕。
- 2006年（平成18年）
  - 1月5日 : 守口ジャンクションの事業化を発表。[59]
  - 10月24日 - 11月1日 : 大規模補修工事のため上下線の全区間で通行止め。[60][61]
- 2014年（平成26年）
  - 3月23日 : 守口JCTで近畿自動車道と接続（阪神高速12号守口線から近畿自動車道松原JCT方面に向かう連結路を除く）。[62]
  - 7月30日 : 守口JCTのうち阪神高速12号守口線から近畿自動車道松原JCT方面に向かう連結路が開通。[62][63]
  - 11月26日 - 12月4日 : 大規模補修工事のため上下線の全区間で通行止め。[64]
- 2018年（平成30年）6月28日 : 1号環状線とのジャンクションを天神橋ジャンクションと命名。[65]

## 道路情報ラジオ
- 都島（長柄 - 都島）
- 守口（守口TB - 守口）

阪神高速の道路情報ラジオの冒頭は「こちらは阪神高速路側○○（局名）です。午前（午後）○○時○○分現在の道路情報をお知らせします。」と放送される。

## 車線・最高速度
| 区間             | 車線 上下線=上り線+下り線 | 最高速度 | 最高速度   |
| 区間             | 車線 上下線=上り線+下り線 | 通常時   | 早朝・深夜 |
| ---------------- | ------------------------- | -------- | ---------- |
| 天神橋JCT - 長柄 | 4=2+2                     | 50km/h   | 50km/h     |
| 長柄 - 守口      | 4=2+2                     | 60km/h   | 50km/h     |

- 騒音発生防止のため、早朝と深夜（23時から翌日6時まで）は、最高速度が60km/h区間では50km/hに制限されて、全線で左車線が特定以外の中型乗用・普通乗用・二輪、右車線が二輪を除く自動車に車両通行区分が指定される。

## 交通量
24時間交通量（台）　道路交通センサス
| 区間                      | 平成17（2005）年度 | 平成22（2010）年度 | 平成27（2015）年度 |
| ------------------------- | ------------------ | ------------------ | ------------------ |
| 天神橋JCT - 南森町出入口  | 81,834             | 83,429             | 79,987             |
| 南森町出入口 - 扇町出入口 | 81,834             | 67,340             | 64,585             |
| 扇町出入口 - 長柄出入口   | 81,834             | 73,556             | 71,680             |
| 長柄出入口 - 都島入口     | 81,834             | 65,216             | 64,760             |
| 都島入口 - 城北出口       | 81,834             | 61,657             | 56,794             |
| 城北出口 - 城北分岐       | 81,834             | 54,461             | 56,794             |
| 城北分岐 - 森小路出入口   | 11,317             | 10,461             | 9,641              |
| 城北分岐 - 守口出入口     | 60,540             | 47,734             | 47,831             |
| 守口出入口 - 守口JCT      | 60,540             | 34,076             | 30,008             |
| 守口JCT - 国道1号接続部   | 60,540             | 34,076             | 35,411             |

（出典：「平成22年度道路交通センサス」・「平成27年度全国道路・街路交通情勢調査」（国土交通省ホームページ）より一部データを抜粋して作成）
- 令和2年度に実施予定だった交通量調査は、新型コロナウイルスの影響で延期された[66]。

## ギャラリー

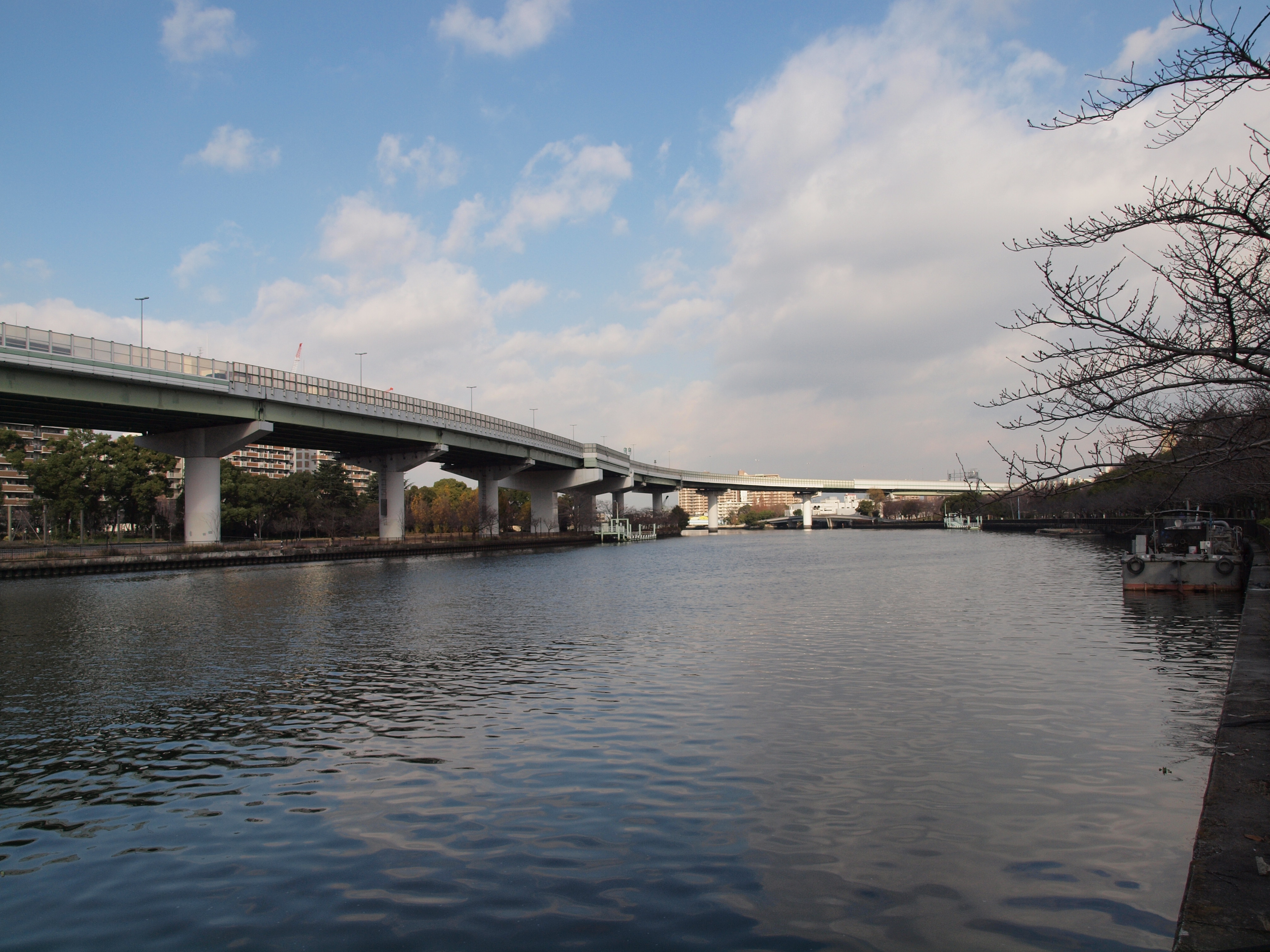
大川沿いを通る守口線 （長柄-都島）